# وانا لهتگوس
وانا لهتگوس (به لاتین: Vana-Lahetaguse) یک روستا در استونی است که در دهستان لوماندا واقع شده‌است.